# 다만 디우

다만 디우의 위치

다만 디우(영어: Daman and Diu, 마라티어: दमण आणि दीव, 구자라트어: દમણ અને દિવ, 포르투갈어: Damão e Diu)는 아라비아해에 접해 있는 인도의 행정 구역이자 연방 직할지이다. 행정 중심지는 다만이며 인구는 158,204명(2001년 기준), 면적은 112km2이다. 2020년 다드라 나가르하벨리 다만 디우로 통합되었다.
다만과 디우 두 개의 지역으로 구성되어 있으며 영어와 마라티어, 구자라트어, 포르투갈어를 공용어로 사용한다. 1510년부터 1961년까지 포르투갈의 지배를 받았다. 1987년까지는 고아와 함께 연방직할지인 고아 다만 디우에 속해 있었으나 고아가 주로 승격되면서 독립된 인도의 연방 직할지로 승격되었다.

## 같이 보기
- 디우 전투